# Monumento a Katyń (Jersey)
El Katyń Memorial está dedicado a las víctimas de la masacre de Katyn en 1940. Creado por el escultor polaco-estadounidense Andrzej Pitynski, el monumento se encuentra en Exchange Place en Jersey City, Nueva Jersey, Estados Unidos, cerca de la desembocadura del río Hudson a lo largo del Hudson. Pasarela ribereña del río.
Inaugurado en junio de 1991 una estatua de bronce de 34 pies de alto (10 metros) de un soldado, amordazado y atado, empalado en la espalda por un rifle con bayoneta, se encuentra sobre una base de granito que contiene suelo de Katyn. Conmemora la masacre de más de 20.000 prisioneros de guerra polacos por orden de Iósif Stalin en abril y mayo de 1940 después de que las tropas de la Unión Soviética invadieran el este de Polonia. El evento se produjo después de la partición de Polonia entre la Alemania nazi y la Rusia soviética que resultó en la ocupación de la nación durante la Segunda Guerra Mundial. El lado este del frontón tiene un relieve de bronce que representa el hambre de los polacos deportados en un programa masivo de limpieza étnica impuesto a más de un millón de ciudadanos polacos, llevado a cabo por las autoridades de ocupación soviéticas que los enviaron en camiones de ganado a Siberia. Muchos nunca regresaron.

## Placa conmemorativa de las víctimas de los ataques del 11 de septiembre
Después de los ataques del 11 de septiembre, se descubrió una placa en la parte frontal del frontón que decía:
¡NUNCA OLVIDES! ORA POR TODAS LAS VÍCTIMAS INOCENTES Y HÉROES QUE MURIERON EN EL ATAQUE TERRORISTA EN AMÉRICA EL 11 DE SEPTIEMBRE DE 2001
La ceremonia de inauguración tuvo lugar el 12 de septiembre de 2004.

## Controvertida relocalización

### Propuesta de parque
En abril de 2018, se anunció que había planes para eliminar el monumento ya que Exchange Place se convertiría en un parque. Mike DeMarco, presidente del Distrito de Mejoras Especiales de Exchange Place, fue citado por The Jersey Journal diciendo que estaba a favor de la remoción diciendo que la estatua era "políticamente incorrecta" y "No creo que la estatua sea apropiada para un área metropolitana importante ... . El monumento es un poco espantoso ... No puedo imaginar cuántas madres pasan y tienen que explicárselo a sus hijos ".  En noviembre, en un movimiento táctico, el alcalde retiró su apoyo al plan.

### Oposición
Tras la oposición de los polacos-estadounidenses y los funcionarios polacos, este plan ha sido rescindido y se ha acordado que el monumento se trasladará a 200 pies de distancia, pero permanecerá en el paseo marítimo en un lugar digno y práctico. Andrzej Duda, el presidente de Polonia, visitó el monumento y tuvo un breve intercambio con el alcalde de Jersey City, Steven Fulop, sobre la reubicación del monumento el 16 de mayo de 2018.
El sitio propuesto es motivo de controversia. La incapacidad del ayuntamiento para resolver el asunto probablemente conducirá a un referéndum en toda la ciudad.

### Resolución
El 20 de diciembre de 2018, el Consejo de Jersey City, de nueve miembros, votó por unanimidad para adoptar una ordenanza de que el monumento permanezca donde se encuentra en Exchange Place "a perpetuidad".